# Cieza (Murcja)
Cieza – gmina w Hiszpanii, w prowincji Murcja, w Murcji, o powierzchni 365,1 km². W 2014 roku gmina liczyła 35 064 mieszkańców.